# Dolichiscus subantarcticus
Dolichiscus subantarcticus là một loài chân đều trong họ Austrarcturellidae. Loài này được Kussakin & Vasina miêu tả khoa học năm 1980.